# Gilwell Park
- Este artigo foi inicialmente traduzido, total ou parcialmente, do artigo da Wikipédia em inglês cujo título é «Gilwell Park».

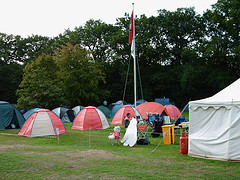
Acampamento em Gilwell Park, verão de 2006.

Gilwell Park é um local de acampamento e centro de atividades para grupos escoteiros, bem como um local para treinar  e um centro de conferência para chefes escoteiros.
Os 44 hectares estão situados em Sewardstonebury, Epping Forest, perto de Chingford, Londres.
Nos finais da Idade Média era um área agrícola, um crescente patrimônio que caiu em ruínas em 1900. Ele foi comprado em 1919 pelo comissário escoteiro William de Bois Maclaren e a doou para a Associação Escoteira do Reino Unido para fornecer campismo para os escoteiros de Londres e formação de Escotistas. Chefes escoteiros de todos os países do mundo vêm a Gilwell Park para o curso de Insígnia da Madeira, é um dos marcos do Movimento Escoteiro Mundial.
O Local conta com locais para acampar pequenas patrulhas ou para mais de 1200 pessoas, alojamento indoor, locais históricos, monumentos do escotismo, e atividades apropriadas para todos os ramos do Movimento Escoteiro. Ele pode acomodar eventos com mais de 10 mil pessoas. O alojamento em Gilwell Park pode ser contratado para atividades não escoteiras, tais como acampamentos escolares, recepções de casamentos e conferências.
Gilwell Park é um dos cinco centros nacionais britânicos para atividades escoteiras da Associação Escoteira, junto com a Baden-Powell House, Downe, Youlbury e o Centro de Atividades Escoteiras Hawkhirst.

## História
A história da Giwell Park pode ser rastreada até 1407, no tempo em que John Crow era proprietário de Gyldiefords, a terra que acabaria por se tornar Gilwell Park. Entre 1407 e 1422, Crow vendeu a terra para Richard Rolfe, e a área se tornou conhecida como Gillrolfes, "Gill" vem do inglês antigo e significa "vale estreito" e "Rolfe" vem do sobrenome do proprietário. Na sequência da morte de Rolfe, em 1422, as diferentes seções do imóvel vieram a se chamar "Grande Gilwell" e "Pequeno Gilwell". As duas áreas foram nomeados após a Velha Inglesa "Wella", ou Primavera. Uma casa de campo situou-se na fazenda de Gilwell desde então. Durante este tempo, uma propriedade adjacente de 5.6 hectares (114 acres) foi comprada por Richard Osborne. Em 1442, ele construiu uma grande residência chamada Osborne Hall, que era de 300 anos. Diz a lenda que no início dos anos 1500, o rei Henrique VIII (oitavo) era proprietário do terreno e construiu um chalé de caça para seu filho Edward, mas não há nenhuma prova. Por volta de 1736 o assaltante Dick Turpin começou usando a floresta de Gilwell para se esconder e emboscar viajantes e mecadores nas principais estradas que iam para Londres. Em 1754, Willian Skirmshire comprou o Grande Gilwell, o Pequeno Gilwell e metade a propriedade de Osborne, incluindo o Osborne Hall. Skrimshire demoliu o Osborne Hall e construiu uma nova residência, que também se chamou Osborn Hall. Essa construção hoje em dia se chama White House (Casa Branca). Marcas na White House podem ser datadas dessa época, mas certamente não antes. Leonard Tresilian (?-1792) comprou a propriedade em 1771 e expandiu a terra e o tamanho da residência. A primeira esposa de Tresilian, Magaret Olland, morreu jovem depois de dar à luz três filhas. Ele então se casou com Elisabeth Fawson. Desejando que Gilwell passasse para a sua filha mais velha, também chamada Margaret (1750-1844), Tresilian elaborou um detalhado acordo pré-nupcial com o pai de Fawson. No momento da morte de Tresilian, em 1792, a mais jovem Margaret tinha se casado com Willian Bassett Chinnery (1766-1834), o irmão mais velho do pintor George Chinnery.